# Collonista
Collonista is een geslacht van weekdieren uit de klasse van de Gastropoda (slakken).

## Soorten
- Collonista amakusaensis Habe, 1960
- Collonista arsinoensis (Issel, 1869)
- Collonista costulosa (Sowerby II, 1886)
- Collonista crassilirata (Preston, 1909)
- Collonista delecta (E. A. Smith, 1899)
- Collonista glareosa (Gould, 1861)
- Collonista granulosa (Pease, 1868)
- Collonista jucunda (Thiele, 1925)
- Collonista kreipli Poppe, Tagaro & Stahlschmidt, 2015
- Collonista lenticula (Gould, 1861)
- Collonista miltochrista (Melvill, 1918)
- Collonista picta (Pease, 1868)
- Collonista purpurata (Deshayes, 1863)
- Collonista rubricincta (Mighels, 1845)
- Collonista solida (Preston, 1908)
- Collonista thachi Huang, Fu & Poppe, 2016
- Collonista verruca (Gould, 1845)
- Collonista viridula (Sowerby III, 1900)